# Borissteine

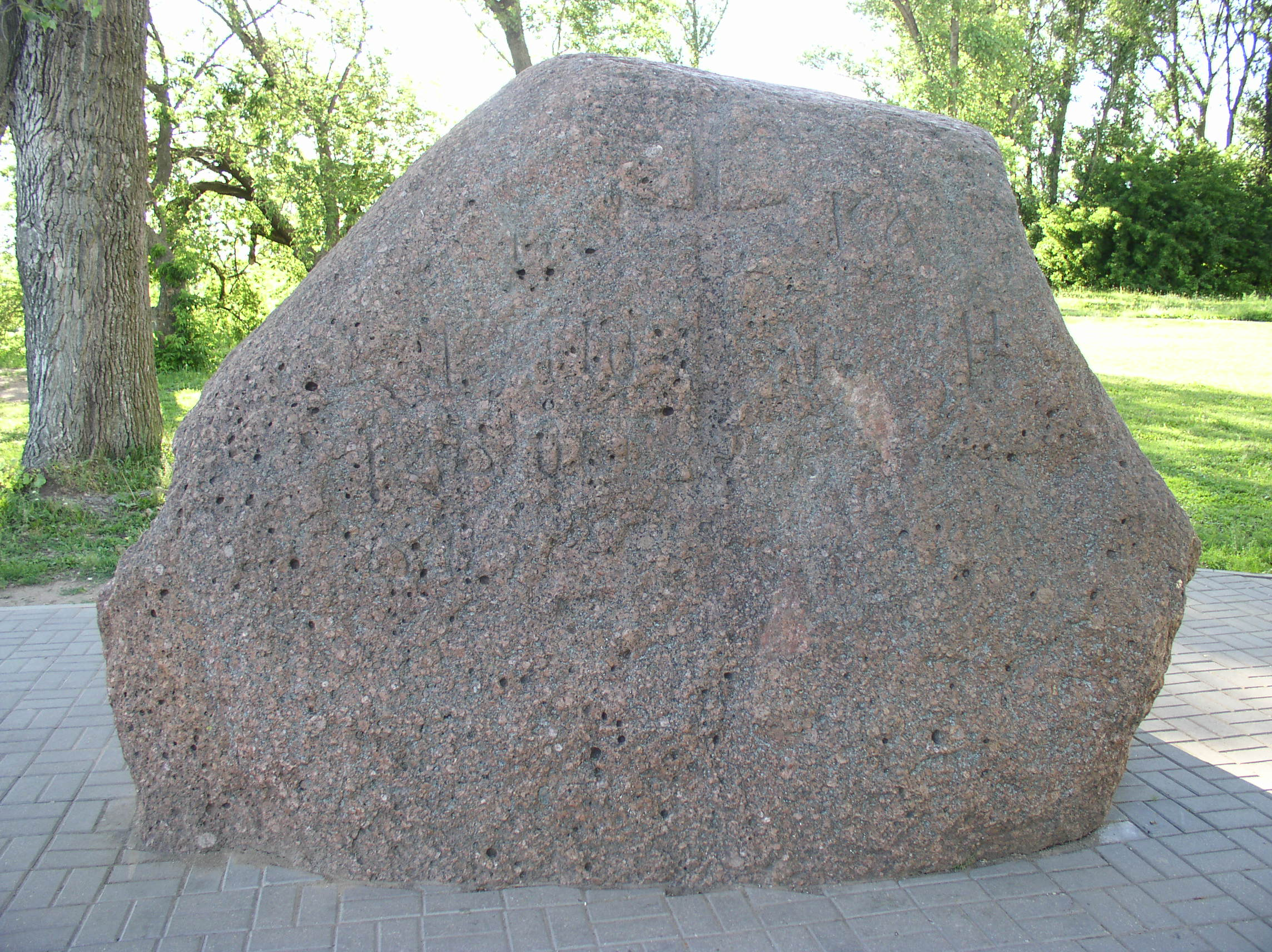
Borissteine in der Nähe der Kathedrale von der Heiligen Sophia, Polazk, Belarus

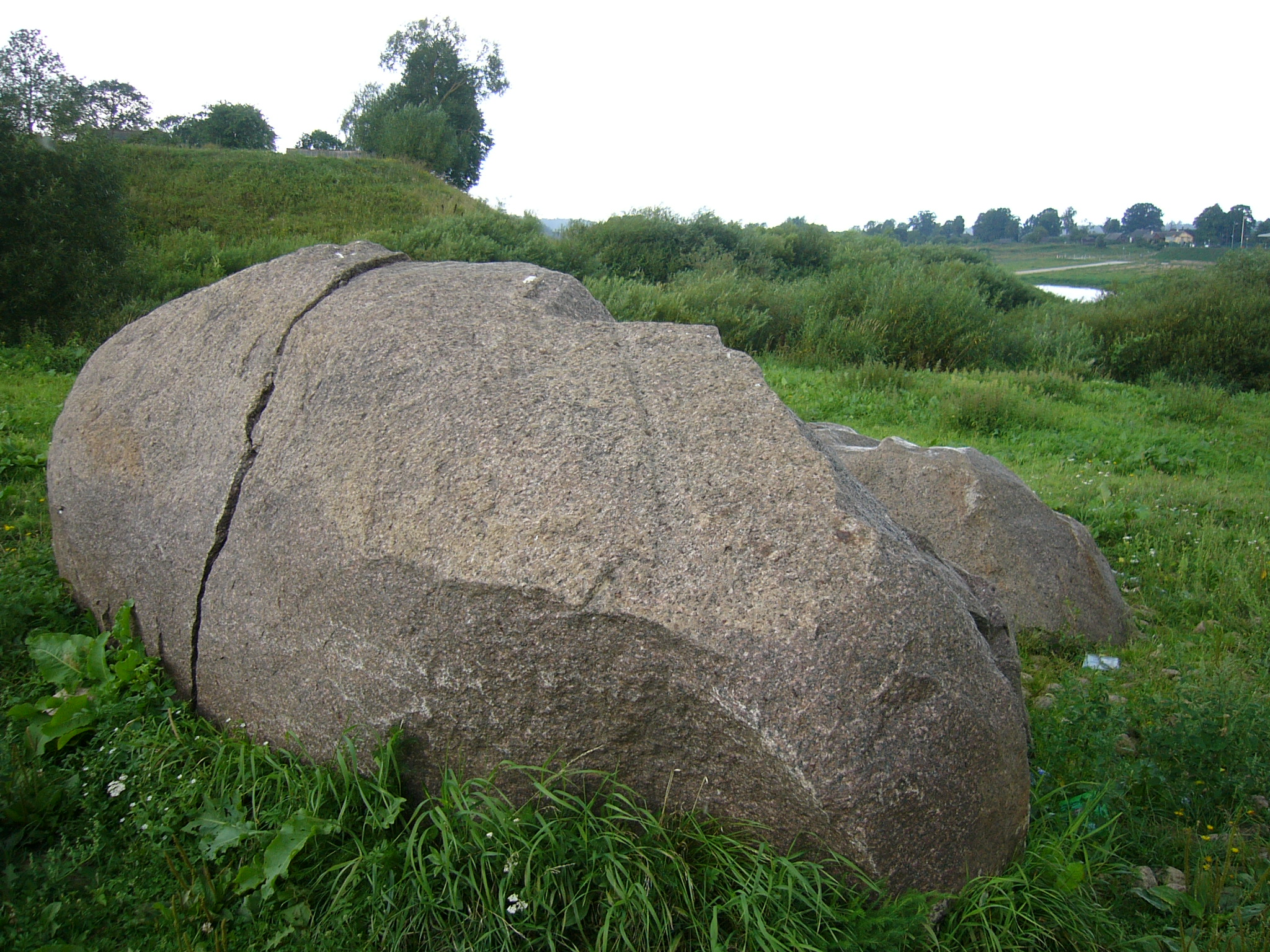
Borissteine in Druya

Die Borissteine (belarussisch Барысавы камяні, Baryssawy kamjani, [baˈrɨsavɨ kamʲaˈni]; russisch Борисовы камни, Borissowy kamni), auch Dwinasteine genannt (russisch Двинские камни, Dwinskije kamni), sind sieben mittelalterliche Artefakte, die entlang des Ufers der westlichen Düna zwischen Polazk und Werchnjadswinsk in Belarus errichtet wurden. Sie gehen wahrscheinlich auf die vorchristliche Zeit in der Region zurück, aber wurden im 12. Jahrhundert mit Text und einem Bild Christi versehen. Der größte der Steine hat einen Durchmesser von 17 Metern.

## Geschichte
Obwohl diese Grenzsteine im 16. Jahrhundert durch Maciej Stryjkowski beschrieben wurden, war es Georg Cancrin, der sie 1818 erstmals zu wissenschaftlicher Aufmerksamkeit brachte. Cancrin entdeckte, dass ein Felsbrocken in der Nähe von Orscha die folgende Inschrift trug: „Im Jahr 1171, am 7. Tag des März, wurde dieses Kreuz vollendet. Herr, bitte hilf deinem Diener Basil, dessen anderer Name Rogvolod, Boris' Sohn, ist.“
Später wurden verschiedene andere Felsbrocken mit Boris' Namen entdeckt. In den 1930er-Jahren wurden zwei davon als religiöse Objekte von den sowjetischen Behörden gesprengt, und ihre Überreste wurden benutzt, um die Straße zwischen Minsk und Moskau zu pflastern. Ein anderer wurde in den Fluss geworfen, wo er bis zu seiner Entdeckung im Jahr 1988 lag. Beim Versuch, ihn zu bergen, zerbrach der Stein in drei Teile. Drei andere Felsbrocken wurden versetzt, um sie in der Nähe der St.-Sophia-Kathedrale in Polazk, im Felsenmuseum in Minsk und in Kolomenskoje in der Nähe von Moskau auszustellen.

## Beschreibung
Beide Namen sind etwas irreführend: nur vier von ihnen sind entlang den Ufern der Dwina angesiedelt, und einer der Steine erwähnt Boris überhaupt nicht. Was sie vereint, ist ihre genau umrissene Abbildung: „In jedem Fall ist das Mittelstück ein enormes Kreuz, das von abgekürzten Elementen der konventionellen Griechischen Legende von Christus Sieg flankiert wird.“ Der erwähnte Boris ist nach allgemeiner Ansicht Rogovolod Vseslavich (Taufname „Boris“), Vseslavs Sohn. Es ist sehr wahrscheinlich, dass solche Felsbrocken bereits durch heidnische Slawen verehrt wurden, bevor das Land christianisiert wurde.